# فرودگاه شهرستان منیتواک
فرودگاه شهرستان منیواک (به انگلیسی: Manitowoc County Airport) یک فرودگاه همگانی عملیاتی با کد یاتا MTW است که یک باند فرود آسفالت دارد و طول باند آن ۱۵۲۵ متر است. این فرودگاه در شهر مینتوواک، ویسکانسین کشور ایالات متحده آمریکا قرار دارد و در ارتفاع ۱۹۸٫۴ متری از سطح دریا واقع شده‌است.